# 莊祖誥
莊祖誥（？—1644年），又作庄组诰，字汝钦，號天秩，四川成都縣人，明朝政治人物、進士出身。

## 生平
萬曆二十八年（1600年）與弟莊祖誨同登庚子科四川鄉試舉人，萬曆二十九年（1601年）聯捷辛丑科進士，初任江西永新縣知縣，廉而有威，仁而能斷，吏民愛而畏之。嘗改蕭然齋為梅花堂，手書楊用修梅花賦於壁，至今猶仍其額，調繁廬陵縣。擢礼部仪制司主事，晋精膳司郎中，四十四年奉命册封蜀府蜀世子至澍并妃彭氏、及富顺王至深并妃刘氏、太平王至渌并妃方氏。四十七年为会试同考试官，尋升江西右参政，分巡南昌兵备道。天启二年（1621年），升云南按察使，武定兵备道。尋以驿递滥用夫马被工科右给事中尹同皋参劾，罚俸半年。三年以仓库失盗例免官。七年御史倪文焕疏薦，不起。里居十七年，甲申张献忠入蜀，破成都，衣冠端坐，罵賊被害。

## 身后
清乾隆四十一年賜諡烈愍。

## 家族
弟庄祖诲，万历三十二年進士。

## 延伸阅读
[在维基数据编辑]
 《明史卷二百九十五》，出自《明史》

| 官衔        | 官衔                                 | 官衔          |
| ----------- | ------------------------------------ | ------------- |
| 前任： 陳圭 | 明朝庐陵县知县 萬曆三十三年-三十六年 | 繼任： 孫弘緒 |
| 前任： ？   | 南昌兵备道 天启末                    | 繼任： ？     |